# San José del Fragua
San José del Fragua es un municipio colombiano ubicado en el suroccidente del departamento del Caquetá.

## Toponimia
El nombre del pueblo fue colocado al parecer, como homenaje de sus fundadores a los esfuerzos del Padre José Fusarrolly (1927-2015)

## División Político-Administrativa
Además de su Cabecera municipal. San José de Fragua tiene bajo su jurisdicción los siguientes Centros poblados:
- Fraguita
- Sabaleta
- Yurayaco

## Historia
En la época precolombina, el territorio del actual municipio de San José del Fragua fueron los indígenas pertenecientes a la cultura Inga. De ellos se encuentran en la región muchos mestizos, descendientes directos, los cuales se han establecido en las márgenes de los ríos Fragua Grande y Yurayaco.
Las leyes y normas establecidas por el Gobierno Nacional desde 1828, encaminadas a promover la colonización, no lograron consolidarla, por lo que se implanta entonces la estrategia política de defender la soberanía nacional. Esto trajo a esta región algunos colonos, pero no en el número en que se esperaban, debido al conflicto colombo-peruano de 1932. 
La inmigración masiva se presenta solo hasta mediados del siglo XX por personas que huían de la violencia en el interior del país. El incremento de la colonización tuvo su origen en los crecientes conflictos generados por terratenientes que desplazaban a campesinos en los departamentos de Huila, Tolima y Viejo Caldas, además del desempleo creciente en el interior del país, el avance de políticas neoliberales en el campo y las acciones del Estado, que interesado en poblar estas tierras para reforzar las fronteras, fue incapaz de remover las antiguas estructuras agrarias fundadas en el latifundio.
Fue así como surgieron varios pueblos en las puntas de colonización y comenzó la ocupación intensiva de la región Andaquí. Algunos frentes de colonización se dirigieron hacia el Suroriente, donde surgiría El Portal - La Mono y Puerto Torres, y hacia el sur se poblaba rápidamente el territorio. En la misma ruta, bordeando la cordillera, comenzaba la ocupación del Fragua Chorroso, el sitio que varios años después se escogería para fundar el caserío de San José del Fragua.
El poblado de San José del Fragua fue fundado el 8 de octubre de 1959, y en 1961 fue creado como inspección de policía perteneciente al municipio de Belén de los Andaquíes. Mediante Ordenanza 03 del 12 de noviembre de 1985, la inspección fue elevada a la categoría de municipio.

## Geografía
El municipio de San José del Fragua se encuentra al sur-occidente del departamento del Caquetá, a una distancia de 58.4 km de Florencia, capital departamental. tiene una extensión territorial total de 1228.67 km². La cabecera municipal se encuentra a una altitud de 540 m s. n. m. La temperatura media es de 27 ℃.

### Límites
- Norte: Departamento del Huila y municipio de Belén de los Andaquies.
- Sur: Departamento del Cauca.
- Occidente: Departamento del Cauca. .-
- Oriente: Municipios de Curillo y Albania.